# Marsilea mutica
Marsilea mutica är en klöverbräkenväxtart som beskrevs av Georg Heinrich Mettenius. Marsilea mutica ingår i släktet Marsilea och familjen Marsileaceae. Inga underarter finns listade.

## Bildgalleri

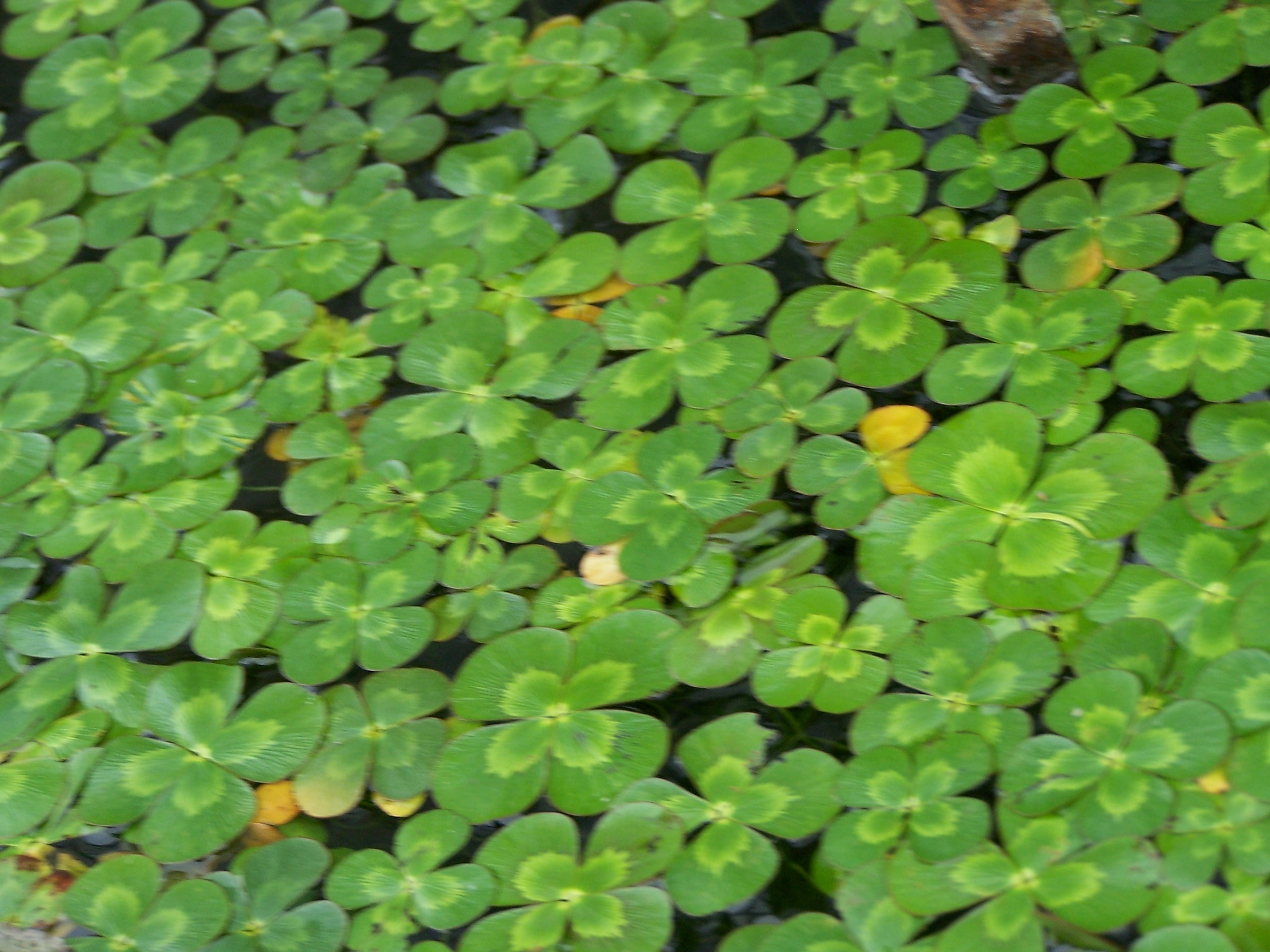